# العلاقات اليونانية الغامبية
العلاقات اليونانية الغامبية هي العلاقات الثنائية التي تجمع بين اليونان وغامبيا.

## مقارنة بين البلدين
هذه مقارنة عامة ومرجعية للدولتين:
| وجه المقارنة                                              | اليونان                                                                             | غامبيا       |
| --------------------------------------------------------- | ----------------------------------------------------------------------------------- | ------------ |
| المساحة (كم2)                                             | 131.96 ألف                                                                          | 11.30 ألف    |
| عدد السكان (نسمة)                                         | 10.76 مليون                                                                         | 2.10 مليون   |
| الكثافة السكانية (ن./كم²)                                 | 81.54                                                                               | 185.84       |
| العاصمة                                                   | أثينا، نافبليو                                                                      | بانجول       |
| اللغة الرسمية                                             | لغة يونانية، اليونانية الديموطيقية ‏                                                 | لغة إنجليزية |
| العملة                                                    | يورو، دراخما، فينيكس يوناني ‏                                                        | دالاسي غامبي |
| الناتج المحلي الإجمالي (بليون دولار)                      | 200.29 مليار                                                                        | 1.01 مليار   |
| الناتج المحلي الإجمالي (تعادل القوة الشرائية) بليون دولار | 285.45 مليار                                                                        | 3.34 مليار   |
| الناتج المحلي الإجمالي الاسمي للفرد دولار أمريكي          | 18.00 ألف                                                                           | 471          |
| الناتج المحلي الإجمالي للفرد دولار أمريكي                 | 26.85 ألف                                                                           |              |
| مؤشر التنمية البشرية                                      | 0.865                                                                               | 0.441        |
| رمز المكالمات الدولي                                      | +30                                                                                 | +220         |
| رمز الإنترنت                                              | .gr                                                                                 | .gm          |
| المنطقة الزمنية                                           | توقيت شرق أوروبا، ت ع م+02:00، ت ع م+03:00، توقيت شرق أوروبا الصيفي ‏، أوروبا/أثينا ‏ | 00           |

## منظمات دولية مشتركة
يشترك البلدان في عضوية مجموعة من المنظمات الدولية، منها:
| علم المنظمة | اسم المنظمة                               | تاريخ انضمام اليونان | تاريخ انضمام غامبيا |
| ----------- | ----------------------------------------- | -------------------- | ------------------- |
|             | مؤسسة التنمية الدولية                     | 9 يناير 1962         | 18 أكتوبر 1967      |
|             | يونسكو                                    | 4 نوفمبر 1946        | 1 أغسطس 1973        |
|             | مؤسسة التمويل الدولية                     | 26 سبتمبر 1957       | 19 سبتمبر 1983      |
|             | منظمة حظر الأسلحة الكيميائية              | ?                    | ?                   |
|             | الأمم المتحدة                             | 25 أكتوبر 1945       | 21 سبتمبر 1965      |
|             | الاتحاد الدولي للاتصالات                  | 1866                 | 27 مايو 1974        |
|             | منظمة الشرطة الجنائية الدولية             | ?                    | ?                   |
|             | البنك الدولي للإنشاء والتعمير             | 27 ديسمبر 1945       | 18 أكتوبر 1967      |
|             | الاتحاد البريدي العالمي                   | ?                    | ?                   |
|             | المركز الدولي لتسوية المنازعات الاستشارية | 21 مايو 1969         | 26 يناير 1975       |
|             | وكالة ضمان الاستثمار متعدد الأطراف        | 30 أغسطس 1993        | 11 سبتمبر 1992      |
|             | منظمة التجارة العالمية                    | 1995                 | ?                   |

## وصلات خارجية
- موقع وزارة الخارجية اليونانية
- موقع وزارة الخارجية الغامبية